# Christian Kielland

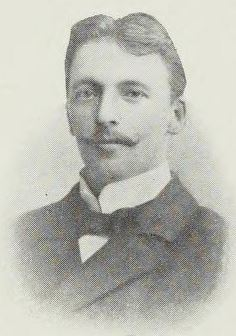
Christian Kielland

Christian Caspar Gabriel Kielland (ur. 10 listopada 1871 w Zululandzie, dziś KwaZulu-Natal, zm. 18 marca 1941 w Oslo) – norweski lekarz położnik i chirurg, wynalazca kleszczy położniczych znanych do dziś jako kleszcze Kiellanda.

## Życiorys
Urodził się w Afryce Południowej jako syn misjonarza, wielebnego Jana Olausa Kiellanda (1833–1898) i Hanny Olsen (1842–1913). Rodzina Kiellandów pochodziła ze Stavanger w zachodniej Norwegii. W 1874 roku rodzina Kiellanda powróciła do Norwegii. Christian Kielland uczył się najpierw w Kathedralskole w Oslo, w 1891 roku zdał tzw. examen atrium. Następnie studiował medycynę w Kristianii (dziś Uniwersytet w Oslo), studia ukończył w 1899 roku. Rezydenturę odbył w Szpitalu Gravdal w Lofoten; praktykował w Nordland, po czym powrócił do Oslo w 1901 i pracował na Oddziale Chirurgicznym Szpitala Narodowego. Od 1902 do 1904 pracował w Fødsels-stithelsen i był asystentem profesora Christiana Brandta (1859–1932), położnika w klinice uniwersyteckiej. W latach 1911–1914 Kielland piastował stanowisko tzw. senior registrar w Fødsels-stithelsen. Pracował też w Kopenhadze i w Szpitalu Katolickim w Oslo gdzie w 1903 roku otworzył własną praktykę chirurgiczną, prowadził ją do końca życia. 
Był członkiem Norweskiego Towarzystwa Medycznego i Stowarzyszenia Medycznego Kristiania. 
Dorobek naukowy Kiellanda jest stosunkowo mało znany. Jedynym osiągnięciem znanym na całym świecie są zaprojektowane przez niego kleszcze położnicze, zaprezentowane po raz pierwszy w 1908 roku na wykładzie w Kristianii. W 1910 roku Kielland demonstrował urządzenie w kilku klinikach w Niemczech. Po jego wizycie w monachijskiej klinice u Döderleina wynalazek zyskał popularność i wkrótce kleszcze były powszechnie używane.

## Wybrane prace
- Eine neue Form und Einführungsweise der Geburtszange, stets biparietal an den kindlichen Schädel gelegt. Munch Med Wochenschr 62, 923 (1915)
- Ueber die Anlegung der Zange am nicht rotierten Kopf mit Beschreibung eines neuen Anlegungsmethode. Monatsschrift für Geburtshilfe und Gynäkologie 43, 48–78 (1916)